# فرودگاه پوگاچیوف
فرودگاه پوگاچیوف فرودگاهی عمومی واقع در پوگاچیوف در کشور روسیه است.